# Cupidopsis mauritanica
Cupidopsis mauritanica is een vlinder uit de familie van de Lycaenidae. De wetenschappelijke naam van de soort is voor het eerst geldig gepubliceerd in 1932 door Riley.